# Реакция Прато
Реакция Прато в химии фуллеренов — это функционализация фуллеренов и нанотрубок 1,3-диполярным присоединением азометиновых илидов. Так, в нижеприведенном примере, ставится реакция с обратным холодильником аминокислоты саркозина с параформальдегидом в толуоле, при которой образуется илид. Последний в момент образования реагирует с 6,6-двойной связью фуллерена (1,3-диполярное присоединение). Продукт реакции N-метилпирролидиновое производное, пирролидинофуллерен или пириллидино3,4:1,2[60]фуллерен получается с 82% выходом.
Этот же метод также используется для функционализации одностенных нанотрубок. При модифицировании глицинового остатка аминокислоты производные нанотрубок получаются растворимыми в обычных растворителях, таких как хлороформ и ацетон. Другой особенностью модифицированных нанотрубок является их "набухание" по сравнению с необработанными нанотрубками.
Как и в случае других реакций, используемых для функционализации фуллеренов, таких как реакция Бингеля или реакция Дильса-Альдера, это реакция обратима. Термическое ретро-циклоприсоединение пиридинофуллерена с сильными диполярофилами, такими как малеиновая кислота, в присутствии катализатора (катализатор Уилкинсона или трифлат меди) в 1,2-дихлоробензоле с обратным холодильником в течение 8—18 часов приводит к исходному фуллерену С60. Диполярофил требуется в 30-кратном избытки и захватывает илид, что смещает равновесие в сторону образования С60. N-метилпирролидиновое производное реагирует слабо (5%-ый выход) и для повышения выхода необходимо замещение азотсодержащего кольца в α-положение метильной, фенильной группами или сложноэфирным остатком.
Альтернативным методом функционализации нанотрубок — реакция с N-оксидом триметиламина и диизопропиламидом лития (LDA) с обратным холодильником в тетрагидрофуране. При этом на 16 углеродных атомов нанотрубок приходится 1 функциональная группа. Если же амин содержит ароматическую группу, например пирен, реакция протекает даже при комнатной температуре, поскольку эта группа предварительно ориентируется у поверхности нанотрубки перед реакцией благодаря π-стэкингу.
В одном из модификаций метода, был получен жидкий фуллерен (обычно фуллерены находятся в твёрдом состоянии) при введении пирролидинового заместителя 2,4,6-трис(алкилокси)фенильной группы. Впрочем, небольшое количество растворителя всё равно необходимо.

## Внешние источники
- Elizabeth Wilson. How to make the insoluble soluble: Attaching large organic groups is key to unclumping nanotubes (англ.) // Chemical & Engineering News[англ.] : journal. — 2002. — 4 February (vol. 80, no. 5).